# Barambang
Barambang is een bestuurslaag in het regentschap Tapanuli Tengah van de provincie Noord-Sumatra, Indonesië. Barambang telt 1589 inwoners (volkstelling 2010).